# Festival di Berlino 1968

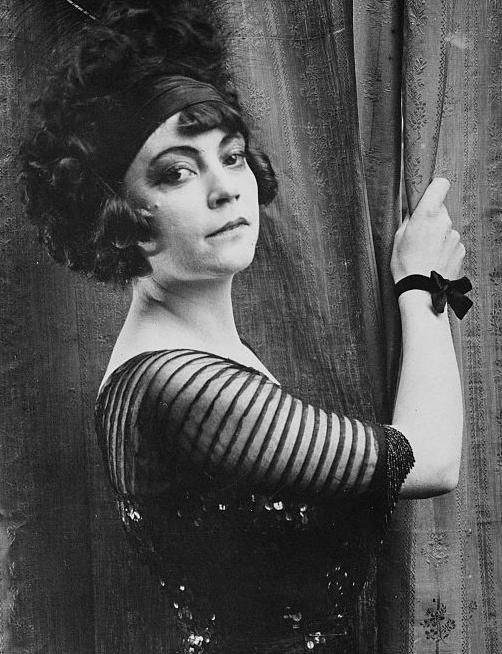
La diva danese del muto Asta Nielsen, in concorso con un documentario autobiografico e vincitrice di due premi.

La 18ª edizione del Festival internazionale del cinema di Berlino si è svolta a Berlino dal 21 giugno al 2 luglio 1968, con lo Zoo Palast come sede principale. Direttore del festival è stato per il diciottesimo anno Alfred Bauer.
L'Orso d'oro è stato assegnato al film svedese Anghingò di Jan Troell.
Le retrospettive di questa edizione sono state dedicate all'attore statunitense W. C. Fields e al regista, sceneggiatore e attore tedesco Ernst Lubitsch.

## Storia
(Enno Patalas, Die Zeit, 31 maggio 1968)
Il 1968 fu un anno caratterizzato da ondate di contestazione sociopolitica che attraversarono quasi tutti i Paesi del mondo e il cinema non fu esente da questo clima rivoluzionario. Due anni prima, il critico Enno Patalas aveva chiesto che la Berlinale si emancipasse da "modelli" come quello di Cannes, dove ora studenti e lavoratori avevano trovato un palcoscenico per l'agitazione, sostenuti da registi come François Truffaut, Jean-Luc Godard, Claude Lelouch e Louis Malle.
Contestazioni c'erano state anche al Festival del cinema sperimentale di Knokke-le-Zoute, al Festival internazionale del cortometraggio di Oberhausen e alla Mostra internazionale del Nuovo Cinema di Pesaro. Nessuno credeva che la Berlinale sarebbe rimasta immune e lo stesso Patalas vide la situazione in linea con ciò che aveva già chiesto in passato, ovvero rendere il festival un «luogo di confronto, non solo di complimenti reciproci». Per questo suggerì di aprire le porte alla protesta, un'idea che si faceva carico della volontà degli studente a collaborare.
«Caro dott. Bauer,
grazie per il vostro invito, ma non verrò a Berlino:
- perché non desidero sottopormi a un tribunale che solo tre anni fa nella stessa sede (in una seduta esecutiva) ha condannato a morte il mio precedente film Non riconciliati;
- perché non mi piacciono i cani poliziotto e la polizia criminale (anche in abiti civili), le puttane che si aggirano in questi festival (di solito, ahimè, sono scrittori) i parassiti e i protettori di un'industria che dimostra sempre meno immaginazione (anche della varietà capitalistica) e sempre più cinismo. Eppure sono contento (nonostante l'assurdità di ogni competizione) che Cronaca di Anna Magdalena Bach sia proiettato al Festival, per i berlinesi che potranno così vederlo sul grande schermo (sebbene non abbia né presupposti né un distributore);
- e perché credo che questo film sia (anche) una protesta, un attacco alla legislazione di sostegno alla cinematografia e un appello alle strutture sociali ed economiche che rendono ogni film accessibile a tutti.
Cordiali saluti,
Jean-Marie Straub
28 giugno 1968».
Il 23 giugno 1968, nella sala Audimax dell'Università tecnica di Berlino si tenne un incontro tra gli studenti dell'Accademia del cinema e della televisione di Berlino e alcuni giovani registi, tra cui Alexander Kluge e Edgar Reitz, per raggiungere una base comune per l'azione. La discussione prese una piega diversa e gli studenti manifestarono la loro insoddisfazione per la scena cinematografica tedesca (anche con lancio di uova) e accusarono i presenti di non essere veramente impegnati, definendoli "disertori della struttura".
Lo stesso giorno, nell'Auditorium Humboldt dell'Urania si svolse un evento pubblico che aveva come slogan "Quali possibilità per la Berlinale". Alla presenza di giornalisti e addetti ai lavori, tra cui il regista e produttore Peter Schamoni, il direttore del festival Alfred Bauer e Walther Schmieding, capo della Berliner Festspiele GmbH al quale la rassegna era stata trasferita l'anno prima, si aprirono alle critiche. La discussione riguardò tra le altre cose l'eliminazione del concorso e dei premi, la distinzioni tra film commerciali e artistici e l'introduzione di biglietti d'ingresso gratuiti. Tutto fu messo in discussione, anche se un tale stravolgimento avrebbe messo a serio rischio lo "status A" assegnato al festival dalla FIAPF 12 anni prima, quindi la possibilità di ottenere film importanti. Ciò che fu effettivamente realizzato in un primo momento fu solo la creazione di "dibattiti pubblici permanenti" e la proiezione di film dell'Accademia.
Ma al di là di questo, il festival mostrò in qualche modo il segno dei tempi: Week End - Una donna e un uomo da sabato a domenica di Godard fu visto come la continuazione della realtà attraverso i mezzi del cinema e Cronaca di Anna Magdalena Bach di Straub e Huillet fu collegato alla critica fondamentale della società e delle sue forme di riproduzione. Lo stesso Bauer aveva inoltre tentato senza successo di assicurarsi due film come Rosemary's Baby di Roman Polański e 2001: Odissea nello spazio di Stanley Kubrick, rifiutando Yellow Submarine di George Dunning e riuscendo comunque a portare in concorso Segni di vita, il primo lungometraggio di Werner Herzog.

## Giuria internazionale
- Luis García Berlanga, regista, sceneggiatore e attore (Spagna) - Presidente di giuria[9]
- Peter Schamoni, regista, sceneggiatore, produttore e attore (Germania Ovest)
- Alex Viany, regista, sceneggiatore e giornalista (Brasile)
- Georges de Beauregard, produttore (Francia)
- Alexander Walker, critico cinematografico (Regno Unito)
- Domenico Meccoli, sceneggiatore e critico cinematografico (Italia)
- Carl-Eric Nordberg, critico letterario e cinematografico (Svezia)
- Gordon Hitchens, critico cinematografico (Stati Uniti)
- Karsten Peters, attore e critico cinematografico (Germania Ovest)

## Selezione ufficiale
- 13 jours en France, regia di Claude Lelouch e François Reichenbach (Francia)
- Anghingò (Ole dole doff), regia di Jan Troell (Svezia)
- Asta Nielsen, regia di Asta Nielsen (Danimarca)
- Banditi a Milano, regia di Carlo Lizzani (Italia)
- Les biches - Le cerbiatte (Les biches), regia di Claude Chabrol (Francia, Italia)
- Come l'amore, regia di Enzo Muzii (Italia)
- Cronaca di Anna Magdalena Bach (Chronik der Anna Magdalena Bach), regia di Jean-Marie Straub e Danièle Huillet (Germania Ovest, Italia)
- I due mondi di Charly (Charly), regia di Ralph Nelson (Stati Uniti)
- The Ernie Game, regia di Don Owen (Canada)
- Fome de Amor, regia di Nelson Pereira dos Santos (Brasile)
- Frappé alla menta (Peppermint Frappé), regia di Carlos Saura (Spagna)
- Gates to Paradise, regia di Andrzej Wajda (Regno Unito, Jugoslavia)
- Il giorno della civetta, regia di Damiano Damiani (Italia, Francia)
- To Grab the Ring, regia di Nikolai van der Heyde (Paesi Bassi)
- An Indian Day, regia di S. Sukhdev (India)
- Krek, regia di Borivoj Dovniković (Jugoslavia)
- Nanami, First Love (Hatsukoi: Jigoku-hen), regia di Susumu Hani (Giappone)
- Portrait: Orson Welles, regia di François Reichenbach e Frédéric Rossif (Francia)
- U raskoraku, regia di Milenko Strbac (Jugoslavia)
- Segni di vita (Lebenszeichen), regia di Werner Herzog (Germania Ovest)
- Storia immortale (Histoire immortelle), regia di Orson Welles (Francia)
- Toets, regia di Tim Tholen (Paesi Bassi)
- Tolerancija, regia di Zlatko Grgić e Branko Ranitović (Jugoslavia)
- L'uomo che mente (L'homme qui ment), regia di Alain Robbe-Grillet (Francia, Italia, Cecoslovacchia)
- Verginità indifesa (Nevinost bez zastite), regia di Dušan Makavejev (Jugoslavia)
- Week End - Una donna e un uomo da sabato a domenica (Week End), regia di Jean-Luc Godard (Francia, Italia)

## Premi

### Premi della giuria internazionale
- Orso d'oro: Anghingò di Jan Troell
- Orso d'argento, gran premio della giuria: ex aequo
Verginità indifesa di Dušan Makavejev
Come l'amore di Enzo Muzii
Segni di vita di Werner Herzog (migliore opera prima)
- Orso d'argento per il miglior regista: Carlos Saura, per Frappé alla menta
- Orso d'argento per la migliore attrice: Stéphane Audran, per Les biches - Le cerbiatte di Claude Chabrol
- Orso d'argento per il miglior attore: Jean-Louis Trintignant, per L'uomo che mente di Alain Robbe-Grillet
- Orso d'oro per il miglior cortometraggio: Portrait: Orson Welles di François Reichenbach e Frédéric Rossif
- Orso d'argento, premio della giuria (cortometraggi): Krek di Borivoj Dovniković
- Premio straordinario della giuria (cortometraggi): Toets di Tim Tholen

### Premi delle giurie indipendenti
- Premio FIPRESCI: Verginità indifesa di Dušan Makavejev
Menzione d'onore: Asta Nielsen, per i suoi significativi risultati nello sviluppo dell'arte cinematografica
- Premio OCIC: Anghingò di Jan Troell
- Premio CIDALC: Asta Nielsen di Asta Nielsen
Premio CIDALC "Gandhi": Tolerancija di Zlatko Grgić e Branko Ranitovic
- Premio UNICRIT: Anghingò di Jan Troell
- Premio INTERFILM Otto Dibelius: Anghingò di Jan Troell
- Medaglia d'oro IWG: Bengt Forslund e Jan Troell per la sceneggiatura di Anghingò e Alain Robbe-Grillet per la sceneggiatura di L'uomo che mente
- Jugendfilmpreis per il miglior lungometraggio: Come l'amore di Enzo Muzii